# Afrodite di Siracusa
L'Afrodite di Siracusa è un'opera conservata al Museo archeologico nazionale di Atene: è la copia romana del II secolo d.C. di un originale greco andato perduto.

## Storia
La statua è stata ritrovata in Italia, precisamente a Baia, dove un tempo sorgeva l'antica città di Baiae: il nome rimanda alla sua correlazione con la Magna Grecia. È alta 180 centimetri circa ed è scolpita in marmo pario. Inizialmente è appartenuta alla collezione di Lord Hope e solo successivamente è stata acquistata da Michael Embeirikos, il quale decise di donarla al museo archeologico di Atene nel 1924.

## Descrizione
La statua è stata restaurata dallo scultore Antonio Canova, in quanto mancava della testa, del collo e del braccio destro. Afrodite è raffigurata quasi completamente nuda, con solo un himation sul fondoschiena, che la dea trattiene anche sul pube con la mano sinistra. Il restante panneggio le cade dietro e di fianco: l'ampio porzione di tessuto che scivola ai suoi piedi funge anche da supporto per la statua stessa. I piedi poggiano su di un basamento e tra i due è quello sinistro ad avere il maggior carico di peso. Con la mano destra, la dea prova a coprire il petto, nascondendo prevalentemente il seno sinistro; infine, la testa è rivolta verso sinistra. Con queste caratteristiche l'Afrodite di Siracusa può essere associata al genere dell'Afrodite pudica, di derivazione prassitelica (celebre è l'Afrodite cnidia, emblema di tutte le sculture collegate alla Venus pudica).